# Camponotus thoracicus
Camponotus thoracicus är en myrart som först beskrevs av Fabricius 1804.  Camponotus thoracicus ingår i släktet hästmyror, och familjen myror.

## Underarter
Arten delas in i följande underarter:
- C. t. ninivae
- C. t. thoracicus